# Boldini Róbert
Boldini Róbert (1830 körül – Budapest, 1876. július 31.) orvostanhallgató, nyomdász.

## Életútja
A pesti egyetemen a sebészet hallgatója volt; később nyomdatulajdonos és szerkesztő lett Budapesten. 1857-ben Boldini Róbertnek és Boldini Eduárd nyomdásznak egy mindenféle papirosra alkalmazható elromolhatatlan festék szabadalmát engedélyezték egy évre. 1858-ban ugyancsak Boldini Eduárddal és Zsíros István kártyagyárossal elromolhatatlan olajfesték és vonalcifrázat-nyomás használatára olajos festékű kártyák készítésére két évre kizárólagos szabadalmat kapott. A lipótmezei tébolydában hunyt el 1876-ban.
A Pester Komet és Styx humor. német lapoknak tulajdonos-kiadója és főmunkatársa volt; szerkesztette a Pannonia (1864.), A. C. Singerrel a Bazar című német naptárt 1865-re (Pest, 1864) és a Kometen Kalender című német naptárat, valamint a Fackel című német lapot 1867. április 7-től 1874. augusztus 31-ig, és a Kleiner Lloydot 1870. április 3-tól 1873. december 1-ig.

## Munkái
- 6 pengő krajczárért minden uj pénzt. A nép számára irva. Pest. 1858.
- Schutz, Verhalten und Heilmittel gegen die Cholera. Uo. 1866.